# Poshteh-ye Vāmarz
Poshteh-ye Vāmarz (persiska: پشته وامرز) är en ort i Iran.   Den ligger i provinsen Ilam, i den västra delen av landet, 500 km väster om huvudstaden Teheran. Poshteh-ye Vāmarz ligger 1 431 meter över havet och antalet invånare är 137.
Terrängen runt Poshteh-ye Vāmarz är kuperad. Runt Poshteh-ye Vāmarz är det ganska glesbefolkat, med 43 invånare per kvadratkilometer. Närmaste större samhälle är Eyvān, 18,0 km väster om Poshteh-ye Vāmarz. Omgivningarna runt Poshteh-ye Vāmarz är i huvudsak ett öppet busklandskap.